# Винтовка Фергюсона
Винтовка Фергюсона (англ. Ferguson rifle) — казнозарядная винтовка 65-го калибра (около 16,5 мм), разработанная майором британской армии Патриком Фергюсоном в середине 1770-х годов на основе более ранней французской системы Сакса.
Первое в мире казнозарядное оружие, принятое на вооружение, и одновременно первая в мире армейская винтовка, опробованная в боевых условиях, что произошло во время американской войны за независимость. По всей вероятности лучший образец стрелкового оружия того времени.
Несмотря на значительное превосходство над тогдашним массовым армейским огнестрельным оружием, как и иные ранние казнозарядные системы тех лет, винтовка Фергюсона не получила распространения. Тем не менее, в середине XIX века на основе винтовки Фергюсона американский оружейник Кристиан Шарпс разработал казнозарядную винтовку под унитарный бумажный патрон, получившую широкое распространение среди шарпшутеров Армии США и среди американских первопроходцев периода освоения Дикого Запада.

## История разработки

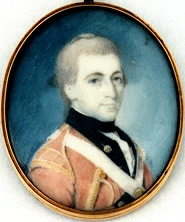
Патрик Фергюсон

Французский изобретатель Маршал Сакс разработал и запатентовал механизм заряжания винтовок и карабинов с казны в 1731 году. Система, разработанная британским офицером Фергюсоном в 1775—1776 годах, внешне практически копировала систему Сакса. Отличие двух систем заключалось в том, что Фергюсон существенно упростил конструкцию механизма запирания-отпирания, что сделало винтовку более пригодной к применению в боевой обстановке и значительно ускорило процедуру перезаряжания, поскольку в системе Фергюсона затвор отпирается и запирается одним движением руки.
Идея усовершенствовать винтовку, сделать так, чтобы она заряжалась быстрее, пришла к Фергюсону ещё в молодости, когда он жил в Шотландии и был заядлым охотником. Но тогда у него не было ни материальной базы для реализации своих затей, ни научной базы, на которую можно было бы опереться для увеличения скорострельности винтовки. Когда именно он познакомился с чертежами Сакса, сейчас трудно сказать, но с высокой долей вероятности можно предположить, что это случилось до начала американской войны за независимость. Впоследствии он вернулся к своим трудам с целью предельно сократить длительность процесса перезаряжания.
1 июня 1776 года в Вулидже в присутствии высокопоставленных государственных чинов, лорда-виконта Таунсенда, лорда Амхерста и высших военных чинов, адъютант-генерала Харви и начальника королевской артиллерии генерала Дезагюлье, состоялись испытания винтовки. Стояла сырая и ветреная погода. Фергюсон сам представлял свою винтовку нобилитету, решил следующие огневые задачи:
- Сделал четыре выстрела в течение минуты, стреляя по цели на расстоянии 200 ярдов для демонстрации дальнобойности.
- Сделал шесть выстрелов в течение минуты для демонстрации практической скорострельности.
- Сделал четыре выстрела с ходу, двигаясь походным шагом со скоростью шесть футов в секунду (6,44 км/ч) для демонстрации возможности безостановочной стрельбы с ходу.
- Зарядил винтовку, оставив затвор открытым, медленно вылил бутылку воды в казну и дуло, так, чтобы порох хорошо пропитался водой. После чего, не трогая пули в стволе, он вытряхнул сырой порох, быстро засыпал сухой, запер затвор, вскинул винтовку и выстрелил по цели безо всяких задержек для демонстрации неприхотливости винтовки к влажности (если порох увлажнялся и отсыревал в дульнозарядном оружии, повторить эту операцию было невозможно, поскольку этому препятствовала пуля в стволе, в результате чего мушкет с отсыревшим порохом мог использоваться только как колющее оружие для штыкового боя и ударов прикладом).
- Выстрелил по мишени на расстоянии 100 ярдов лёжа на спине, попал в яблочко.

Из шестнадцати произведённых выстрелов только три пули не попали в мишень, что было фантастическим показателем меткости и неприхотливости для армейского оружия того времени. Кроме скорострельности, винтовка обеспечивала эффективную стрельбу при любых погодных условиях и при сильном боковом ветре.
После вулиджской демонстрации Фергюсон был приглашён в королевскую резиденцию — Виндзорский замок, чтобы презентовать свою винтовку королю Георгу III и придворным особам. На этот раз Фергюсон демонстрировал скорострельность в сочетании с точностью и кучностью боя оружия. Стреляя по мишени с расстояния ста ярдов, он сделал девять выстрелов, пять раз попал в яблочко, ещё четыре пули легли в пределах нескольких дюймов от центра.
4 декабря 1776 года на патентной заявке, поданной Патриком Фергюсоном и озаглавленной «Усовершенствования Фергюсона в [области] казнозарядного огнестрельного оружия», появился оттиск королевской печати, офицеру был выдан патент за номером 1139.

## Устройство
По своему устройству винтовка Фергюсона представляла собой достаточно типичный вариант раннего казнозарядного оружия периода до изобретения унитарных патронов и по своей конструкции повторяла ряд более ранних систем. Основной заслугой Фергюсона было, таким образом, не изобретение нового принципа функционирования оружия, а попытка внедрения уже существовавшей системы казнозарядного оружия в армии.
Затвор винтовки был выполнен в виде поперечной, вертикально расположенной пробки, ввинченной снизу в казённую часть ствола. Спусковая скоба при этом служила воротком для откручивания и закручивания пробки. Резьба на ней имела 11 заходов и такой шаг, чтобы один полный оборот воротка полностью опускал затвор, открывая доступ к каналу ствола. После этого в рассверленный в казённой части ствола патронник вкатывалась пуля (стандартная английская мушкетная, 615-го калибра), а за ней насыпался пороховой заряд, причём пороха насыпали немного больше, чем было необходимо для выстрела. При закрывании затвор выталкивал лишний порох наружу, в результате в стволе оставалось точно отмеренное его количество.

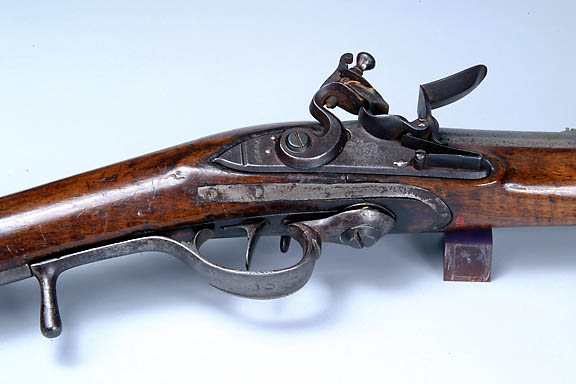
Казённая часть винтовки

Таким образом, ключевая для раннего казнозарядного оружия проблема обтюрации решалась в винтовке Фергюсона, как и в более ранней де ля Шомета, весьма просто и достаточно элегантно — за счёт использования закупоривающей канал ствола сзади пробки на специальной газоупорной резьбе, которая и служила обтюратором. Причём новизна в данном случае заключалась именно в вертикальном расположении пробки, что повышало удобство обращения с оружием, так как задолго до того имели некоторое хождение системы ручного оружия и лёгких артиллерийских орудий, в которых пробка ввинчивалась в резьбу, выполненную непосредственно на стенках канала ствола в его казённой части. Любопытно, что артиллерийские орудия такой системы порой упоминаются в качестве отдалённых предков современных пушек с поршневым затвором; в последних для запирания канала ствола также используется нарезка на теле затвора и в канале казённика ствола, но она выполнена прерывистой — секторы нарезки чередуются с гладкими, что позволяет быстрее открывать и закрывать затвор, однако не обеспечивает обтюрации, вследствие чего в таких орудиях используются отдельные обтюраторы, обычно в виде эластичной детали, раздающейся при выстреле и закупоривающей канал ствола. В системе Фергюсона эта проблема была обойдена иным, и весьма остроумным способом — использование затвора в виде поперечной пробки позволило сохранить совмещение функции резьбы как в качестве запирающего устройства, так и в роли обтюратора, существенно упростив конструкцию оружия и сделав её доступной для технологий уровня XVIII века; работоспособные же обтюраторы для поршневых затворов появились лишь в 1860-х годах, почти на век позже.
Замок был ударно-кремнёвым и имел традиционную для того времени конструкцию, аналогичную стандартному британскому военному мушкету.
Итого, для производства выстрела стрелку было достаточно повернуть на один оборот служившую воротком спусковую скобу, вставить в ствол пулю, засыпать порох, завинтить затвор в исходное положение, поставив курок на предохранение, насыпать порох на полку замка и взвести курок на боевой взвод.
В прямом сравнении с тогдашним стандартным английским мушкетом « Браун Бесс» винтовка Фергюсона показывает впечатляющие преимущества. При весе 7,5 фунтов (3,4 кг) он на 3 фунта (1,4 кг) легче Браун Бесс. Максимальная эффективная дальность составляет 200—300 ярдов (180—275 м) против 50-100 ярдов (45-91 м) у Браун Бесс. Винтовку Фергюсона можно было перезаряжать лежа. Частота стрельбы составляла 6-10 выстрелов в минуту против 3-4 у Браун Бесс.

## Боевое применение

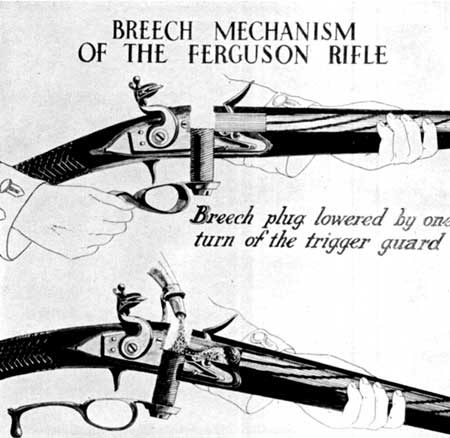
Изображение из армейского наставления к винтовке, показывающее способ заряжания оружия

Опытный стрелок делал из винтовки Фергюсона до 7 прицельных выстрелов в минуту, причём перезаряжать её можно было из любого положения, например лёжа (хотя это и было не очень удобно), в то время как дульнозарядное оружие — только стоя.
Для сравнения, скорострельность тогдашних дульнозарядных винтовок составляла порядка одного выстрела в минуту и менее, так как пулю приходилось с силой «забивать» в ствол, чтобы она встала на нарезы и села на дне канала ствола. Дульнозарядные ружья показывали лучшие результаты, но всё равно даже в руках стрелка-виртуоза делали не более 6-7 выстрелов в минуту без прицеливания.
Сочетание высокой скорострельности и эффективной дальности стрельбы заинтересовало даже консервативных английских военных. В качестве эксперимента изготовленными по правительственному заказу винтовками Фергюсона в количестве (изначально) порядка 100 штук был вооружён целый отряд стрелков (Experimental Rifle Corps), который был отдан под его команду. Он принял успешное участие в целом ряде сражений Войны за независимость США, среди них наиболее крупной была битва при Брендивайн-Крик, в которой англичане под командованием генерала Хоу наголову разгромили американское ополчение, понеся небольшие потери, но при этом сам Фергюсон был ранен.
В сражении при Джермантауне 4 октября 1777 года Фергюсон затемно выдвинулся на позицию, обеспечивавшую хороший обзор позиций противника, и к рассвету, в условиях густого тумана, выжидал появления вражеских офицеров. По мере наступления утра туман постепенно рассеивался, видимость позиций противника улучшалась, одновременно расширялся сектор обстрела. В это время генерал Джордж Вашингтон отправился верхом провести рекогносцировку поля боя в сопровождении своего адъютанта. Вашингтон, выехав на коне из-за холма, находился в поле зрения Фергюсона на расстоянии прямого выстрела, будучи обращён спиной к стрелку. Фергюсон по качеству униформы и эполетам рассудил, что перед ним высокопоставленный офицер противника, но стрелять не стал, — как он объяснил в своём дневнике, это было бы не по-джентльменски выстрелить офицеру в спину. Такая точка зрения была в духе тогдашних представлений о чести, бытовавших в офицерской среде. Таким образом, жизнь Джорджа Вашингтона была сохранена благодаря благородству британского офицера. Сам же Фергюсон погиб 7 октября в бою под Кингс-Маунтин от пули повстанца. Пуля сразила его, когда он ехал верхом на коне. Вооружение двух противостоящих сторон в целом соответствовало друг другу — обе стороны были вооружены в основном гладкоствольными мушкетами. Отборные стрелки повстанцев были вооружены штучно изготовленными дульнозарядными кентуккийскими винтовками, многократно уступающими винтовке Фергюсона во всех отношениях.
| Винтовка Фергюсона     | Кентуккийская винтовка     |
| ---------------------- | -------------------------- |
| пехотная               | спортивная                 |
| стандартизованная      | индивидуального образца    |
| казнозарядная          | дульнозарядная             |
| всепогодная            | метеозависимая             |
| 6—7 выстрелов в минуту | 1—2 выстрела в минуту      |
| универсальная          | применима только в обороне |

Вскоре после гибели Фергюсона вооружённый винтовками опытный отряд был расформирован из-за выбытия из строя его командира, а сами винтовки отправлены на хранение. Достоверной информации о том, были ли они использованы в продолжении войны, нет. Между тем, по некоторым данным, часть из них впоследствии «всплыла» во время Войны между Севером и Югом в качестве вооружения ополчения южан, так что вероятно их использование и в сражениях на юге США. Эксперименты с казнозарядными системами винтовок были возобновлены лишь в первой половине XIX века.

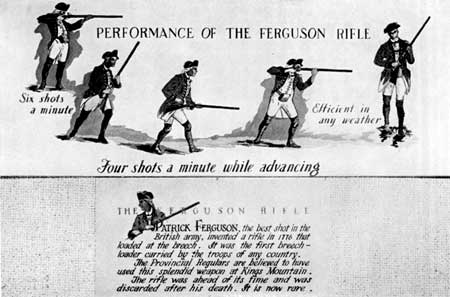
Применение винтовки в наступлении

Наиболее важной причиной тому, что винтовки Фергюсона или аналогичное оружие не получило распространения в те годы, было то, что оно существенно обгоняло своё время с точки зрения возможностей массового производства, которое в те годы осуществлялось мелкими фирмами по ремесленным технологиям. На производство опытной партии в 100 винтовок Фергюсона, в котором были задействованы 4 довольно известные оружейные фирмы, потребовалось более 6 месяцев, при этом цена каждой вчетверо превышала стоимость обычного мушкета. Это делало их весьма непрактичными для массового вооружения армии. Кроме того, если говорить конкретно о системе Фергюсона, то она имела в дополнение к этому и свои собственные недостатки, например низкую служебную прочность деревянной ложи в районе казённой части ствола. Все сохранившиеся экземпляры имеют в этом месте установленный в процессе эксплуатации в войсках металлический усилитель.
В дальнейшем развитие нарезного огнестрельного оружия пошло по иному пути — вместо введения заряжания с казны для дульнозарядных систем были введены специальные пули («пуля Минье» и ей подобные), расширявшиеся при выстреле под давлением пороховых газов, — протолкнуть такую пулю в нарезной ствол с дула было не сложнее, чем обычную пулю в гладкий ствол. Массовый переход же к казнозарядным системам произошёл гораздо позднее и уже на основе совершенно иных технических решений, в первую очередь — унитарных патронов с металлической гильзой.

## Дальнейшее развитие задела
Вехи эволюции
| система Сакса (1731) не была опробована | система Сакса (1731) не была опробована | система Сакса (1731) не была опробована | система Сакса (1731) не была опробована | система Сакса (1731) не была опробована | система Сакса (1731) не была опробована |  |  | винтовка системы Фергюсона (1776) 6–7 выстр. в мин. | винтовка системы Фергюсона (1776) 6–7 выстр. в мин. | винтовка системы Фергюсона (1776) 6–7 выстр. в мин. | винтовка системы Фергюсона (1776) 6–7 выстр. в мин. | винтовка системы Фергюсона (1776) 6–7 выстр. в мин. | винтовка системы Фергюсона (1776) 6–7 выстр. в мин. |  |  | винтовка системы Шарпса (1849) 10 выстр. в мин. | винтовка системы Шарпса (1849) 10 выстр. в мин. | винтовка системы Шарпса (1849) 10 выстр. в мин. | винтовка системы Шарпса (1849) 10 выстр. в мин. | винтовка системы Шарпса (1849) 10 выстр. в мин. | винтовка системы Шарпса (1849) 10 выстр. в мин. |  |  | винтовка системы Спенсера (1860) 25 выстр. в мин. | винтовка системы Спенсера (1860) 25 выстр. в мин. | винтовка системы Спенсера (1860) 25 выстр. в мин. | винтовка системы Спенсера (1860) 25 выстр. в мин. | винтовка системы Спенсера (1860) 25 выстр. в мин. | винтовка системы Спенсера (1860) 25 выстр. в мин. |  |  | тупиковая ветвь эволюции стрелкового оружия | тупиковая ветвь эволюции стрелкового оружия | тупиковая ветвь эволюции стрелкового оружия | тупиковая ветвь эволюции стрелкового оружия | тупиковая ветвь эволюции стрелкового оружия | тупиковая ветвь эволюции стрелкового оружия |
| система Сакса (1731) не была опробована | система Сакса (1731) не была опробована | система Сакса (1731) не была опробована | система Сакса (1731) не была опробована | система Сакса (1731) не была опробована | система Сакса (1731) не была опробована |  |  | винтовка системы Фергюсона (1776) 6–7 выстр. в мин. | винтовка системы Фергюсона (1776) 6–7 выстр. в мин. | винтовка системы Фергюсона (1776) 6–7 выстр. в мин. | винтовка системы Фергюсона (1776) 6–7 выстр. в мин. | винтовка системы Фергюсона (1776) 6–7 выстр. в мин. | винтовка системы Фергюсона (1776) 6–7 выстр. в мин. |  |  | винтовка системы Шарпса (1849) 10 выстр. в мин. | винтовка системы Шарпса (1849) 10 выстр. в мин. | винтовка системы Шарпса (1849) 10 выстр. в мин. | винтовка системы Шарпса (1849) 10 выстр. в мин. | винтовка системы Шарпса (1849) 10 выстр. в мин. | винтовка системы Шарпса (1849) 10 выстр. в мин. |  |  | винтовка системы Спенсера (1860) 25 выстр. в мин. | винтовка системы Спенсера (1860) 25 выстр. в мин. | винтовка системы Спенсера (1860) 25 выстр. в мин. | винтовка системы Спенсера (1860) 25 выстр. в мин. | винтовка системы Спенсера (1860) 25 выстр. в мин. | винтовка системы Спенсера (1860) 25 выстр. в мин. |  |  | тупиковая ветвь эволюции стрелкового оружия | тупиковая ветвь эволюции стрелкового оружия | тупиковая ветвь эволюции стрелкового оружия | тупиковая ветвь эволюции стрелкового оружия | тупиковая ветвь эволюции стрелкового оружия | тупиковая ветвь эволюции стрелкового оружия |

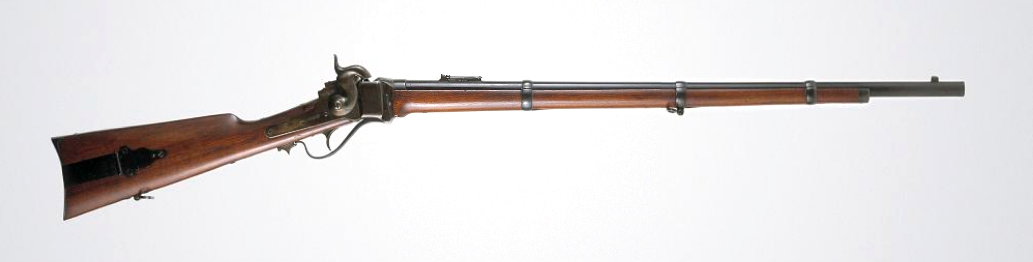
Винтовка системы Шарпса

За 130 лет эволюции система, разработанная М. Саксом, а затем усовершенствованная и опробованная на практике Фергюсоном, получила дальнейшее развитие в виде однозарядной системы Шарпса, использующей унитарный бумажный патрон, а вслед за ней многозарядной системы Спенсера под металлический патрон. На этом их эволюция закончилась, в дальнейшем их вытеснили винтовки со скользящим затвором и рычажным запиранием типа системы Генри.

## Современные копии
Когда уже в XX веке были изготовлены первые современные копии винтовки Фергюсона, было обнаружено, что канал их ствола очень быстро загрязнялся и всего за 3-4 выстрела оружие выходило из строя, если резьба на затворе не была смазана смесью пчелиного воска и жира. Однако, когда была обнаружена оригинальная производственная документация на винтовку и новые реплики были изготовлены в соответствии с ней, выяснилось, что подбор резьбы был столь удачен, что винтовка безо всякой чистки и смазки выдерживала до 60 выстрелов и более, что подтвердилось в результате последующих экспериментов с копиями винтовки.

## В культуре
Винтовка Фергюсона в США упоминается в некоторых художественных произведениях. В частности, она фигурирует в американском романе The Ferguson Rifle (1971 год), её использует главный герой произведения, по сюжету повествования получивший оружие из рук самого майора Фергюсона.